# Dicranomyia (Dicranomyia) variabilis variabilis
Dicranomyia (Dicranomyia) variabilis variabilis is een ondersoort van de tweevleugelige Dicranomyia (Dicranomyia) variabilis uit de familie steltmuggen (Limoniidae). De ondersoort komt voor in het Australaziatisch gebied.